# 沙田圍站
沙田圍站（英語：Sha Tin Wai Station）是一個位於香港新界沙田區沙田圍沙角邨及博康邨之間的沙角街與逸泰街之間，屬於港鐵屯馬綫的鐵路車站，於2004年12月21日啟用。
- 車站外觀（2021年7月）

## 車站構造
沙田圍站共分為2層：大堂位於地面，而月台則設於大堂之上。

### 樓層
| P                 | 月台 | \| \| 1 \| 屯馬綫往屯門（車公廟） \| \| \| \| 島式 · 開左邊车门 \| \| \| \| \| \| \| \| 屯馬綫往烏溪沙（第一城） \| 2 \| \| |   |  |
| C                 | 大堂 | 出入口、客務中心、商店、自助服務、洗手間                                                                                    |   |  |
|                   | 1    | 屯馬綫往屯門（車公廟） |   |  |
| 島式 · 開左邊车门 |      | |   |  |
|                   |      | 屯馬綫往烏溪沙（第一城） | 2 |  |

### 大堂
沙田圍站大堂位於地面的C層，而大堂內外亦設有不同類型的商店以及自助服務設施。
- 大堂，付費區（2021年7月）
- 大堂外設有多間商店（2023年11月）

### 月台
沙田圍站設有一座島式月台，兩個月台並裝設月台閘門。
- 車站月台（2021年7月）

### 出入口
沙田圍站設有4個出入口。各出入口均設有指示牌顯示出入口周邊的建築物及設施列表。
|                                      |        | |      |
| 編號                                 | 指示   | 建議前往的目的地 | 圖片 |
| 出口 · A · 盲道标志 · 无障碍通道标志 | 乙明邨 | 香港聖經研習中心、聖母無玷聖心書院、沙田公園、乙明邨、沙田圍胡素貞博士紀念學校、香港善導會青衛谷、曾大屋、曾大屋遊樂場、愉城苑 |      |
| 出口 · B · 盲道标志 · 无障碍通道标志 | 博康邨 | 基督書院、港島中學（沙田圍）、港九潮州公會馬松深中學、保良局朱正賢小學、博康邨、復康穿梭巴士站、救世軍田家炳學校、基督教香港崇真會沙田綜合服務中心泉恩匯 |      |
| 出口 · C · 盲道标志 · 无障碍通道标志 | 沙角邨 | 佛教覺光法師中學、全輝中心、聖本篤堂、明愛蘇沙伉儷綜合家庭服務中心、中華基督教會基覺小學、 河畔花園、翠麗花園、翠華花園、香港教育城、皇御居、勵城花園、麗豪酒店、沙瀝角落、沙角邨、花園城、沙田交通安全公園、春暉花園、真理浸信會青少年發展服務中心、香港資優教育學苑、台山商會中學、浸信會沙田圍呂明才小學、慈航小學 |      |
| 出口 · D · 盲道标志 · 无障碍通道标志 | 沙田圍 | 灰窰下村、威爾斯親王醫院、麥當勞叔叔之家、沙田圍、沙田圍新村、謝屋村、作壆坑新村、水泉澳邨、瓏珀山、王屋村 |      |
| 註： 設有 \| 設有                    |        | |      |

## 歷史

### 命名及啟用
車站在馬鞍山鐵路規劃初期曾命名為沙角街站；後來前九鐵以附近之客家村落沙田圍為名，另外在啟用初期車站站牌亦以沙田圍區內經典客家人建築曾大屋（又稱山下圍、山廈圍）為代表背景設計。

### 擴建月台及加設月台閘門
在車站最初落成時，沙田圍站於月台北面設有預留空間以供列車增加至8卡行走，現時擴建工程已經完成；而車站於2016年進行月台閘門安裝工程，現已全部安裝完成，同時亦為繼大圍站後第2個車站完成安裝月台閘門及進入營運範圍的馬鞍山綫車站。
- 2號月台南面未使用的部分及閘門安裝工程（2016年5月）
- 月台北面擴展部分及閘門安裝工程（2016年5月）

### 反修例事件
- 2019年10月4日，政府宣佈引用《緊急情況規例條例》頒佈《禁止蒙面規例》，繼而引起示威者反對。有示威者於晚上在沙田圍站破壞多站內個售票機、增值機、閘機、廣告燈箱以及客務中心玻璃等，而車站自動灑水系統也被破壞，導致站內多處被灑水。

- C出口外牆被噴上字句後情況
- 顯示屏設施被破壞後情況
- 售票機及增值機設施被破壞後情況
- 出入口地面被噴上字句“中共走狗”

- 2019年10月18日晚上近10時，時任沙田區議員趙柱幫拍攝到有十多名速龍小隊警員進入沙田圍站控制室，並在車站外圍戒備[5]。

## 外部連結
- 港鐵公司－沙田圍站街道圖（页面存档备份，存于）
- 港鐵公司－沙田圍站位置圖（页面存档备份，存于）
- 港鐵公司－沙田圍站列車服務時間（页面存档备份，存于）
- 香港鐵路大典上的相关条目：沙田圍站